# Institut national de la santé et de la recherche médicale

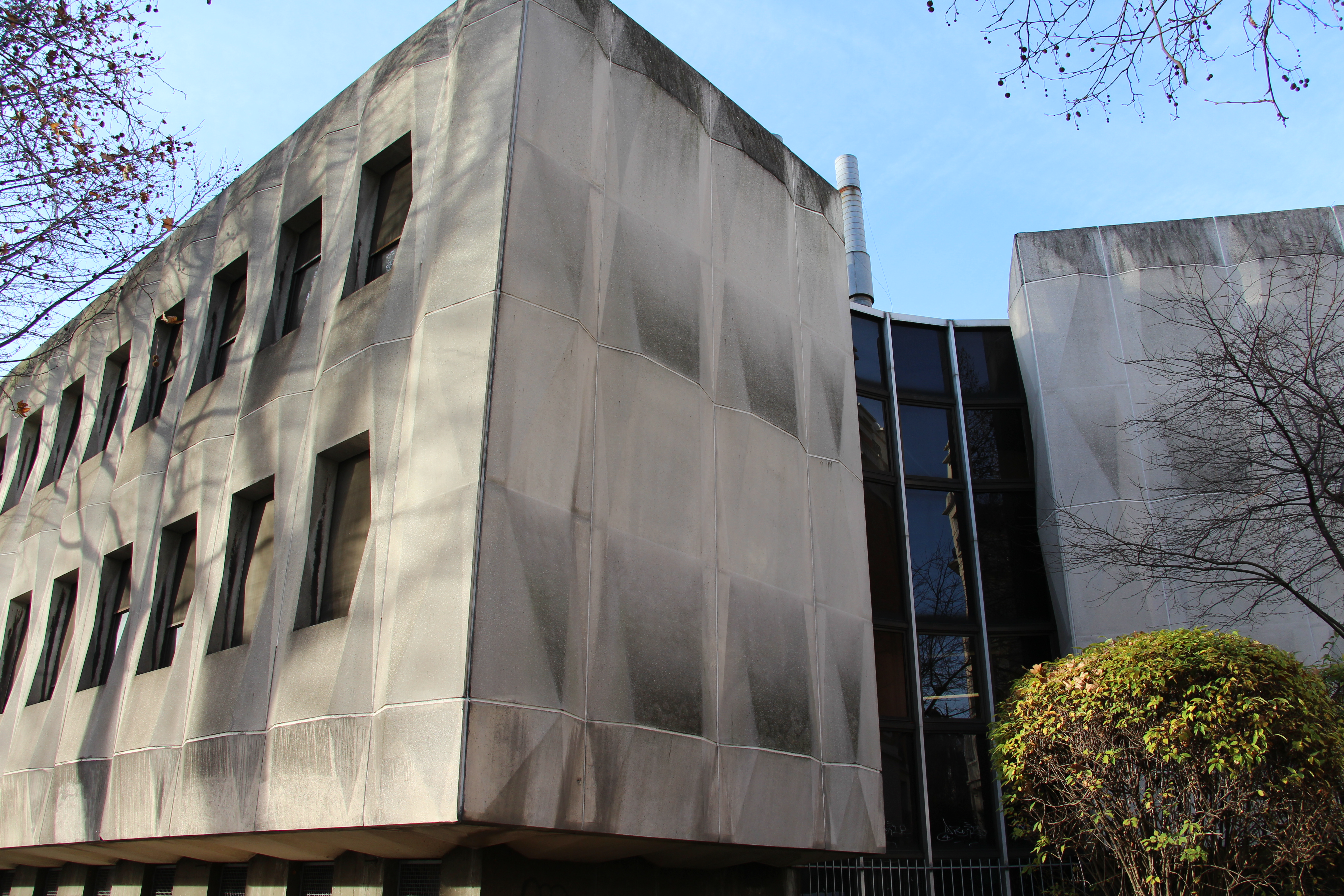
INSERM Paříži

Institut national de la santé et de la recherche médicale (francouzsky INSERM) je Francouzský národní institut pro výzkum zdraví a medicíny.
Inserm byla vytvořena v roce 1964.
Podle žebříčku SCImago Institutions Rankings 2019 je Inserm zařazena mezi druhé nejlepší výzkumné instituce ve zdravotnictví (za National Institutes of Health) a 22. ve všech sektorech.